# Мигел I (Португалия)
Крал Мигел I Португалски (на португалски: Rei Miguel I de Portugal), наричан също Абсолютистът (на португалски: o Absolutista) и Традиционалистът (на португалски: o Tradicionalista), е крал на Португалия от 1828 до 1834 г.

## Живот
Роден е на 14 ноември 1802 г. в Лисабон, Португалия.
Син е на крал Жуау VI и Карлота-Хоакина Бурбон Испанска. Принадлежи към династията Браганса.
Заклет консерватор, в 1823 г. Мигел взема участие в бунт, целящ премахването на либералните закони, установени в хода на Португалската революция от 1820 г. (групирани в конституция по модела на т.нар. Кадиска конституция, приета в Испания през 1812 г.) След провала на бунта, Мигел е изпратен в изгнание от баща си и остава за 3 години във Виена, столица на Австрийската империя.
С благословията на своя брат Педру I, император на Бразилия, към 1828 г. Мигел I се завръща в Португалия и се сгодява своята около 8-10-годишна племенница Мария II, чийто регент става (след като - пак от Педру I - тя е обявена за кралица на Испания), но по-късно се провъзгласява за абсолютен монарх, заявявайки повторно намеренията си да ликвидира завоеванията на революционерите. С това той губи подкрепата на бразилския император, който повежда с него и с майка им, която също е на антилиберални позиции, гражданска война (в защита на конституционната монархия), продължила до 1834 г., когато Мигел I е принуден да абдикира в полза на Мария II, годежът му с която е разтрогнат.
Никога не се завръща в Португалия. Прекарва остатъка от живота си в изгнание, по време на което прекарва различни периоди в италианския град Генуа, в Англия и накрая - в Германия, откъдето е и жена му Аделхайд фон Льовенщайн-Вертхайм-Розенберг (той се жени за нея по време на това свое заточение), от която има 6 дъщери и 1 син - Мигел II Браганса.
Умира през 1866 г. в Еселбах, Бавария.